# Magic: The Gathering
Magic: The Gathering (укр. Магія: Збирання) або MTG, Magic — колекційна та комерційна карткова гра, що була створена у 1993 році Річардом Гарфілдом. Вперше вона з'явилась у надрукованому вигляді у видавництві Wizards of the Coast. Магія була найпершою комерційною картковою грою і отримала численні наслідування. У неї можуть грати від двох та більше гравців, які використовують персональні колоди на 60+ друкованих карток. Будучи колекційною грою, вона не має сталого набору карток, гравці обирають його самі, згідно своїх вподобань.
Кожна гра має вигляд боротьби між чаклунами, що звуться «Світоходці» (англ. Planeswalkers), які використовують закляття, артефакти, істот з різних карток колоди Магії для перемоги супротивників. Оригінальна ідея Магії чинно успадкувала традиції фентезійних рольових ігор на кшталт Dungeons & Dragons, як наслідок маючи в арсеналі набагато більше карток і складніші правила, ніж решта карткових ігор.
До сьогодні здобули гарного розвитку як громада професійних гравців, що має свою організовану систему проведення турнірів, так і вторинний ринок карток Магії. Картки оцінюються стосовно їх особливостей у випуску та якостям у грі. Ціни за одну картку можуть складатись від декількох центів до сотень доларів, у деяких випадках — декілька тисяч доларів. З 1993 року Magic: The Gathering викликає захоплення у гравців і колекціонерів карток, маючи понад 50 мільйонів шанувальників (на 2022 рік), Magic є світовим феноменом понад 150 країн.

## Ігровий процес

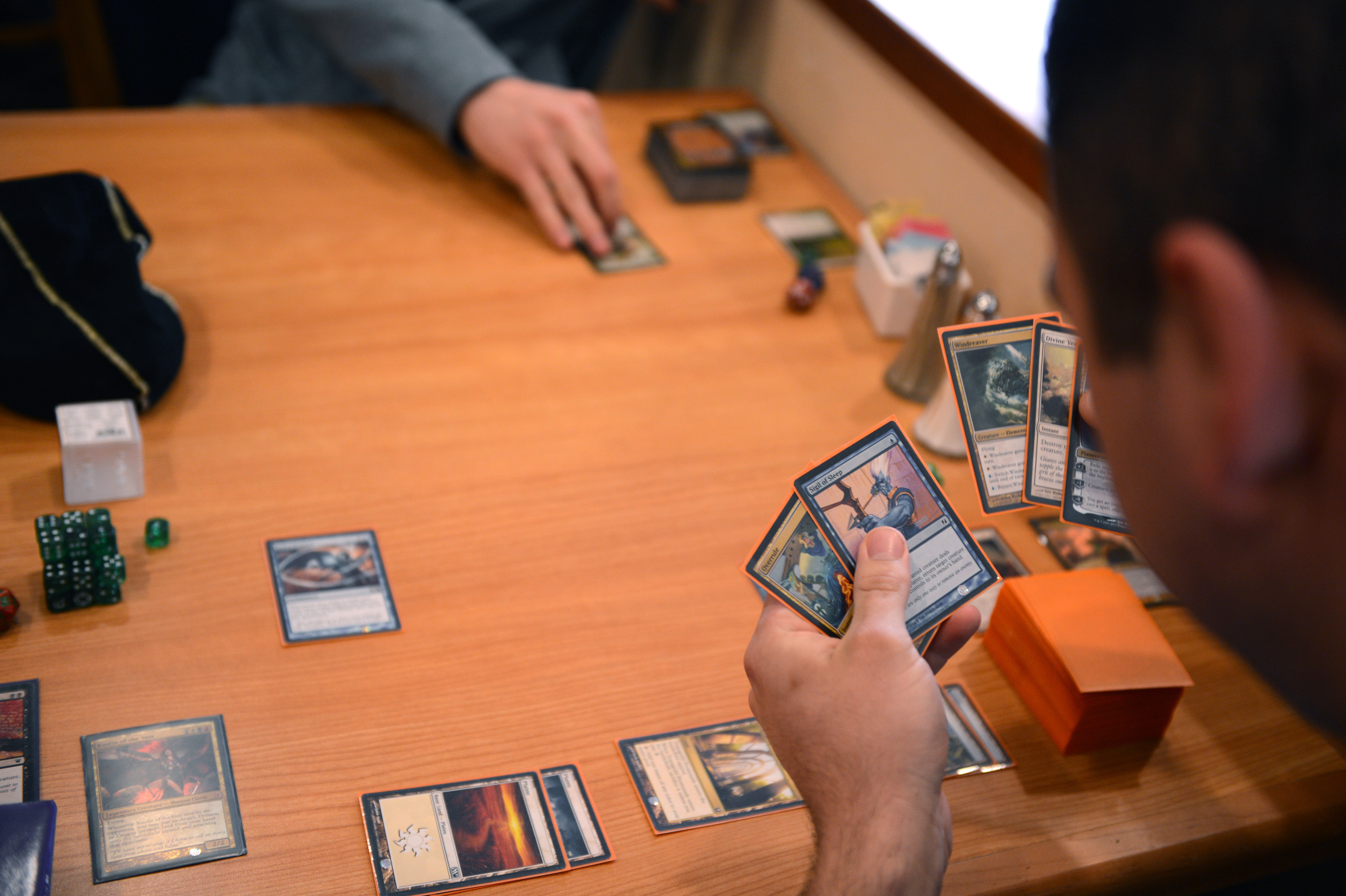
Типовий стіл під час гри

### Картки і бої
Для гри використовуються спеціальні картки, стандартно по 60 в колоді кожного гравця, гральні кубики та записник. Грання відбувається на будь-якій підхожій рівній поверхні, де розкладаються картки, кубиками відображаються числові значення характеристик карток і гравців, а в записник занотовуються ходи. Магія має загальні правила, але картки володіють різними характеристиками та описаними на них додатковими правилами. Річард Гарфілд оголосив, що на гральну тактику Магії вплинули дві тодішні гри, Cosmic Encounter та Dungeons & Dragons. Тож, Золоте правило гри каже: «Якщо текст картки наявно суперечить правилам, картка має перевагу». Це дозволило Wizards of the Coast досягнути гнучкості у створюванні карток і, водночас, отримати проблеми у збалансуванні картки з існуючими правилами (або двох карток між собою). Для вирішання подібних конфліктів була видана детальна книга Всебічних Правил (англ. Protection Comprehensive Rules).
В Магії двоє (та більше) гравців зустрічаються в битві один проти одного. Вони виступають у ролі Світоходців — могутніх чаклунів, які можуть керувати арміями та користуватись закляттями. Початково кожен гравець має 20 «одиниць життя», його метою є звести кількість «одиниць життя» противника до 0, «атакуючи» його зображеними на картках істотами та закляттями. Щоб виграти, гравець повинен блокувати картки противника своїми та планувати напад, згідно доступних карток і їх характеристик. Гравці ходять по черзі, щоходу беручи з колоди нову картку в руку та викладаючи підхожі на стіл. Про те, що на поточний хід задіюються можливості викладеної картки, сигналізується її поворотом на 90 градусів. Якщо гравець не може взяти нову картку на своєму ходу з колоди, він також програє. Деякі рідкісні картки можуть примусити гравця миттєво програти або виграти, або ж навпаки позбавити таких можливостей на певний термін.
Гравець-Світоходець розпочинає гру замішуванням власної колоди, яка кладеться сорочкою догори і називається «бібліотека» (англ. library). Потім він бере сім верхніх карток у руку так, щоб їх не бачив опонент. Гравці ходять по черзі, кожен хід має 5 фаз: початок (взяття карток, розвороти карток, закляття пошуку вказаних карток у колоді тощо), перша основна (дія більшості заклять посилення, ослаблення, вигнання істот тощо), бій (обрання цілей, блокування, підрахунок ушкоджень, скидання «вбитих»), друга основна (переважно дія решти заклять), кінцева (відновлення здоров'я поранених істот, закінчення дії тривалих заклять). Наприкінці ходу, якщо гравець має більш, ніж сім карток в руці, він повинен скинути решту карток на «цвинтар» (англ. graveyard). Туди ж скидаються убиті істоти гравця. Ніхто не знає, які картки є в руках та бібліотеках кожного з гравців, але цвинтар на термін гри залишається відкритим для будь-кого.
Картки поділяються на два принципові різновиди: «зе́млі» (англ. lands) та «чари» (англ. spells). Землі виробляють ману — магічну енергію для використання чар. Переважно кожна картка чарів вимагає вказаної на ній кількості мани, щоб гравець міг її застосувати: кількох одиниць визначеного кольору і/або кількох будь-якого. У свій хід гравець може розіграти лише одну землю та стільки чар, на скільки вистачить мани для їх творення від вже розіграних земель. Деякі картки чар потребують витратити життєві одиниці гравця, інші вимагають пожертвувати картки істот тощо. Чари поділяються на:
- «Істоти» (англ. creatures), які прикликають створінь, що можуть атакувати та захищатись. Будучи викладеною на стіл, картка істоти не може бути використана того ж ходу (так звана слабкість призову), але також і атакована. Істоти володіють параметрами атаки і здоров'я. Атаки двох істот під час сутички вважаються одночасним, за його результатами одна з істот може вижити, втративши частку здоров'я, загинути, відійшовши після цього на цвинтар, або ж обидві взаємно знищуються. Деякі істоти наділені додатковими характеристиками, що роблять їх сильнішими чи вразливішими проти істот вказаних типів. Прості істоти, переважно ті, що прикликаються іншими істотами на підмогу, можуть зображатися не картками, а жетонами.
- «Закляття» (англ. sorceries) та «миттєвості» (англ. instants). Перші дозволяють вплинути на інші карти, наприклад, посилювати істот чи вражати їх, у відповідну фазу. Другі мають ефект у мить розкриття, потім вони відходять на цвинтар, скидаються;
- «Зачарування» (англ. enchantments) та «артефакти» (англ. artifacts), які залишаються у грі на вказаний термін та мають ефект на одну чи кілька карток. Переважно це посилення та послаблення;

Починаючи з комплекту «Лорвін» (англ. Lorwyn) було впроваджено картки «Світоходців». Вони позначають могутніх героїв з визначеною кількістю спеціальних здібностей, що оцінюються в жетонах відданості своєму гравцю. Якщо Світоходець зазнає атак, відданість зменшується, але це не усуває його з гри, а змінює доступні можливості.

### Побудова колоди

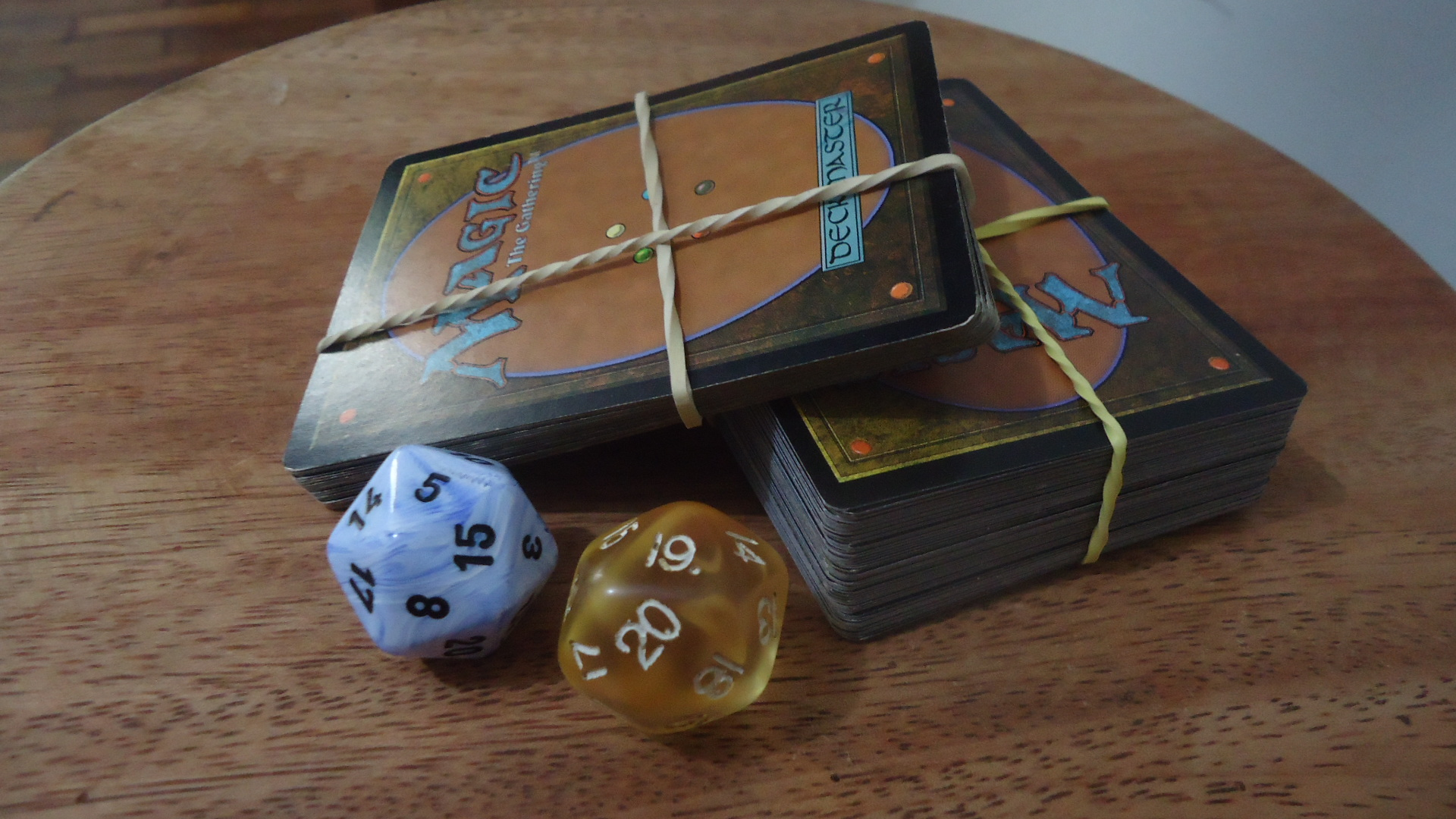
Колоди карт і кості d20 для гри у Магія: Збирання

Кожний гравець потребує колоди для гри. В більшості турнірних форматів колоди нараховують мінімум 60 карток, максимум нелімітований. У колоді не повинно бути більше 4 копій однієї картки, окрім «базової землі» (англ. basic lands), що дорівнюється стандартному ресурсу в Магії. В «лімітованому» форматі, де картки отримують з «пакунків розширень» (англ. booster packs, бустерів) або «турнірних пакунків» (англ. tournament packs), колода може складатись мінімум з 40 карток. Залежно від формату гри, деякі картки виявляються «обмеженими» (англ. restricted — дозволяють використання лише 1 екземпляр картки) або навіть «забороненими» (англ. banned). Ці «лімітування» допомагають краще збалансувати міць гравців та їх колод.
Будування колоди потребує знання стратегії гри, тому що гравець має набрати собі картки серед тисяч існуючих, з'ясувати механіку синергії між картками, обставин їхнього виходу або можливості активації здібностей карток. Вибір звужується обиранням кольорів карток, які мають потрапити до колоди. Це обирання — ключове в майбутній грі. Зменшення кольорів у колоді математично збільшує сталість гри та можливість виходу землі потрібного кольору для чарування.

### Кольори Магії

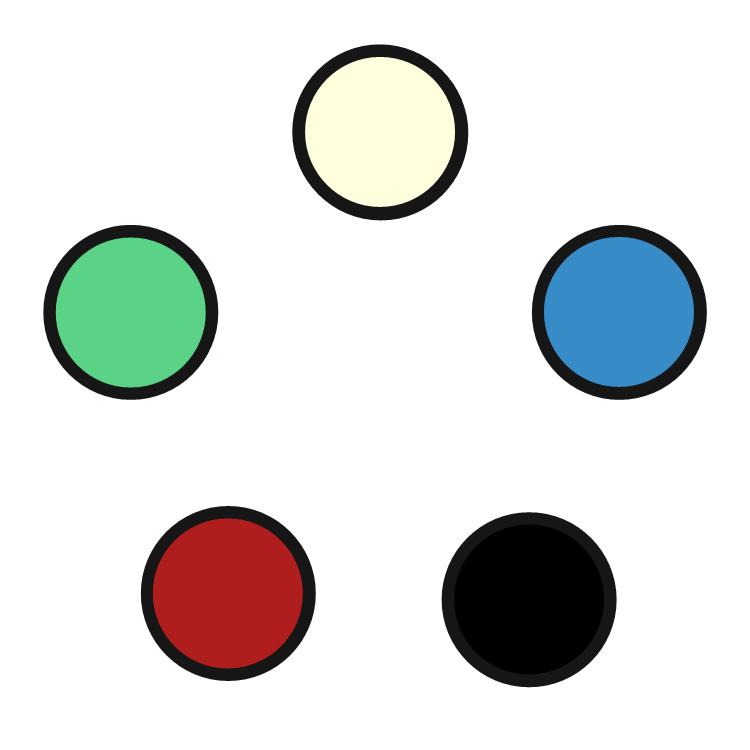
«Колірне колесо» гри Магія: Збирання

Більшість чарів належить до одного з п'яти кольорів. Усі п'ять можна побачити ззаду будь-якої картки — у вигляді пентагонального «Колірного колеса», де присутні білий, синій, чорний, червоний та зелений, які англійською вимовляються як «woo-berg» (англ. white, blue, black, red, green).
Щоб розіграти карту вибраного кольору потрібна хоча б одна одиниця мани цього кольору. Здебільшого, кольорова мана виробляється базовою землею: біла — рівнинами, синя — островами, чорна — болотами, червона — горами, зелена — лісами. Кольори знаходяться у збалансованому стані між собою. Кожний колір має переваги і, так само, слабкості стосовно роду магії, за яку він відповідає.
Білийколір порядку, рівності, праведності, доброчесності, закону, братерства, миру, абсолютизму, світла та лікування. Сила білого — в переліку малих істот, які міцнішають натовпом; у захисті створінь за допомогою зачарувань; у отримуванні життєвих одиниць; у запобіганні шкоди гравцям або створінням; у накладі заборон стосовно до гравців; у лімітуванні здібностей створінь опонента, і, нарешті, у сильних чарах, що «нівелюють» поле гравців знищенням усіх карт даного типу. Білі створіння відомі за їх «Захист» (англ. Protection) від будь-якого іншого кольору, також багато з них має «Перший Удар» (англ. First Strike), «Життєзв'язок» (англ. Lifelink) та «Пильність» (англ. Vigilance). Слабкість білого — у небажанні простого вбивання істот, стриножені довічними обмеженнями замість цього. А велика кількість наймогутніших білих чар впливають на кожного гравця, у тому числі й на власника картки, без обмежень та в однаковій мірі.
Синійколір розуму, резону, логіки, знань, маніпуляцій, хитрощів та ілюзій. Так само, як і класичних «синіх» елементів води та повітря. Ці картки дозволяють гравцю тягнути додаткові картки з бібліотеки; отримувати постійний контроль над картою опонента; повертати картки до руки власника та з колоди — просто на цвинтар; протистояти чарам їх скасуваннями та марно страчувати ману. Сині істоти здаються слабкішими за іншокольорові, але вони мають такі здібності та властивості, що ускладнюють їх блокування чи понівечення: «Політ» (англ. Flying), у меншій мірі «Покрив» (англ. Shroud, що захищає від всіх чар) або «Чарозахист» (англ. Hexproof, що захищає від чар опонента). Слабкість синього — у постійності впливу чар, що розігруються; у реакційній якості чар; в невеликому реєстрі істот, які до цього коштують багато мани.
Чорнийколір сили, жадоби, амбіцій, егоїзму, хвороби, псування, аморальності, смерті та жертвопринесень. Не обов'язково це стосується зла в чистому вигляді, хоча багато чорних карт відверто чи побічно посилаються до ідеї лиха. Чорні картки найкращі у знищенні істот, вони примушують гравця позбутися карт його руки, втратити життя, повернути з цвинтаря вже померлих істот. Тому що чорні намагаються виграти будь-якою ціною, вони мають лімітовані здібності. Ці здібності вимагають гравця сплатити одиницями свого життя, життя істот, кількістю карт в руці, бібліотеці, цвинтарі тощо. Чорних створінь можна впізнати за здібностями «Переляк» (англ. Intimidate), «Омертвіння» (англ. Deathtouch), «Відновлення» (англ. Regeneration). Слабкість чорного — майже повна неможливість виносити зачарування та озброюватись артефактами; чутливість до ушкоджень власними чарами; труднощі у потребі вилучення з поля інших чорних створінь.
Червонийколір свободи, хаосу, пристрасті, творчості, пориву, люті, бойових дій, блискавок, а також елементів вогню та землі. Сила червоного — у знищенні землі та предметів опонента; жертовності заради завдання ушкоджень; прямих влученнях чар у гравця або його істот, найчастіше вогненних. Червоний володіє великим переліком істот, але, окрім могутніх драконів, вони швидкі та кволі, невеликі за міцністю. Деякі картки збільшують силу за рахунок нанесення шкоди своєму власникові. Також вони можуть, як і Сині картки, отримати контроль над істотами опонента, але на невеликий проміжок часу. Червоним присутня здібність «Поспіх» (англ. Haste), яка дозволяє карткам активно проявляти себе одразу після виходу на поле. Слабкість червоного — у неможливості розвіяти зачарування; у руйнівній природі багатьох власних чар; у швидкому виході на поле з невеликим шансом залишитись на довгий термін гри; купа червоних карт містить  випадковості.
Зеленийколір життя, природи, розвитку, пристосування, залежності один від одного, інтуїції, привілей. Сила зеленого пізнається в бою, який найчастіше виграється міцністю істот свого великого бродячого звіринцю. Ці істоти здаються кращими за витрачену на них ману; вони мають здатність до виживання через «Відновлення» та «Чарозахист»; можуть наносити гравцю прямі ушкодження через «Тупання» (англ. Trample). Зелені чари підвищують силу створінь як тимчасово, так і постійно. Найчастіше вони сфокусовані на зростанні, здобуванні життя для гравця і пошуку землі для отримання мани, щоб вивести на поле ще більших створінь. Слабкість зеленого — у неможливості захисту від непрямих атак. Також бракує карт захисту від істот, що атакують незвичним образом, на кшталт «Польоту», «Землеходи» (англ. Landwalk) або «Переляку».
Співпраця кольорів виконується між двома сусідніми з обраним на «Колірному колесі». Наприклад, Синій має в арсеналі багато летючих створінь, як Білий та Чорний. Два кольори, що розташовані один напроти іншого, є тематично ворожими. Червоний колір — агресор, а Білий та Синій — більш захисні. Команда розробників намагалась збалансувати потужність та здібності карт серед п'яти кольорів за допомогою «Колірного колеса» таким чином, щоб розмежувати кольорові сильні та слабкі риси для кожної картки. Ця настанова повинна зберігатись для здатностей, тематики, механіки у діях кожного кольору, розрізнюючи їх поведінку гри. Нові картки перевіряють за допомогою «Колірного колеса» на предмет прихильності тематики для одного кольору, не заходячи на територію поведінки іншого кольору.
У грі присутні також різнокольорові картки та картки, що не мають жодного кольору.
Різнокольоровівперше з'явились у комплекті «Легенди» (англ. Legends). Вони мають характерне золотаве обрамлення; для розіграшу потребують ману від двох та більше кольорових земель; належать до кожного з кольорів. Різнокольорові картки об'єднують філософію та механіку гри кольорів, яких ці картки стосуються. Вони є кращими за здібностями ніж кожна однокольорова карта схожої якості, але їх важче чарувати через неоднорідну платню. У більш сучасному комплекті «Равніка» (англ. Ravnica) з'явились так звані «гібриди» — двоколірні картки. Обрамлення у них має плавний перехід від одного кольору до іншого, а чарувати їх можна за допомогою будь-якого з двох кольорів.
Безбарвніце, найчастіше, землі та артефакти. Вони не мають спеціального характеру гри, але деякі з них можуть імітувати механіку одного кольору. Часто ці картки стилістично пов'язані з подіями, у яких були замішані кольорові картки, і художній текст на безбарвній картці (англ. flavor text) може прояснити ситуацію. В додатку «Повстання Елдразі» (англ. Rise of the Eldrazi) безбарвні картки мають ширше застосування, ніж прості землі та артефакти.

### Вдача проти досвіду

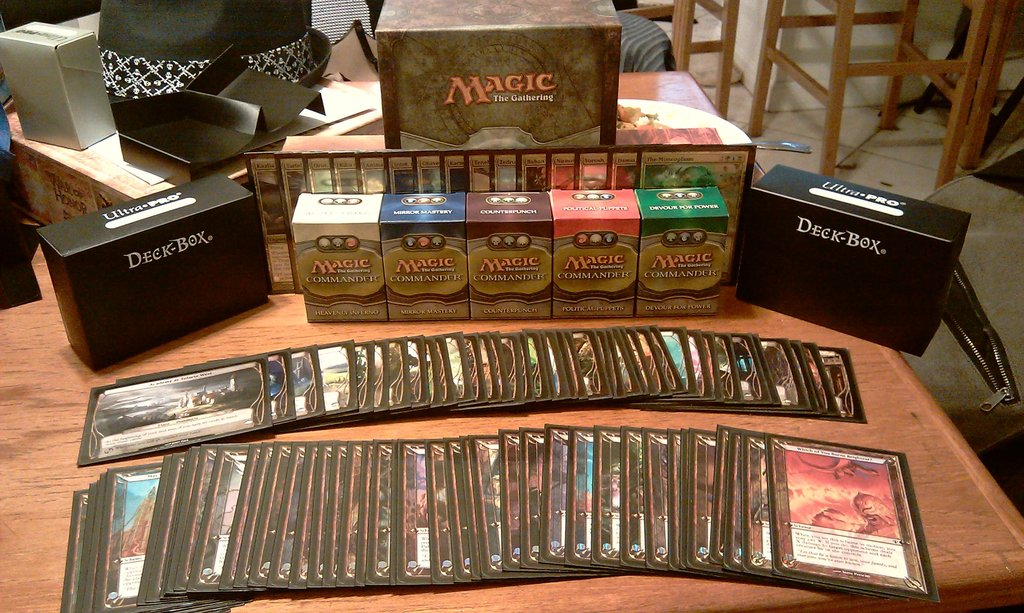
Колекція карток

У грі Магія: Збирання, як у багатьох інших настільних іграх, поєднані досвід і випадок. На ранньому етапі гри замало чи забагато земель в руці можуть зруйнувати шанси на виграш навіть без помилок зі сторони гравців. Ця внутрішня статистика може зменшитись за рахунок більш уважного створювання колоди, де земля невірного кольору в руці може створити проблеми з маною.
Стандартна 60-карткова колода має кількість земель від 19 до 26. У «Дуелі Світоходців 2012» (англ. Duels of the Planeswalkers 2012) співвідношення карт землі до інших враховується як 40 %. Використання спеціальних земель окрім базових або відносна сплата за чари, наявність істот, які керують землею, можуть зменшити кількість карт землі. Деякі картки можуть знизити залежність гравця від мани, що виробляють землі.
«Маліган» (англ. mulligan), або перевзяття руки, було введено у гру спочатку неофіційно, а потім це правило потрапило до турнірних правил. Перший маліган дозволяв набрати в руку в те саме число карт, якщо перший вихід мав нуль або сім карт землі. Сучасний «Паризький маліган» (англ. Paris mulligan) дозволяє гравцеві скасувати поганий вихід карт в руку назад до колоди, взяти нову руку зі штрафом в одну карту (на одну карту менше) і повторювати цей хід знову і знову. У грі з багатьма гравцями дозволяється зробити один маліган без штрафу, але решта штрафується у одну карту (англ. Partial Paris mulligan). Існують деякі різновиди малігана в онлайн і офлайн іграх.
Творець Магія: Збирання Річард Гарфілд, пояснюючи свою схильність до комбінації випадковостей гри з рівнем досвіду гравця, зазначав, що новачки та непрофесійні гравці можуть спиратись на вдалий вихід карт в руку. Зі зрістом професійних якостей гравець спирається вже менш на вдачу, а більш на свої якості контролювати гру за допомогою вірно обраних колод. Тобто гра може і повинна «дорослішати». Приклад змінювання правил малігана, а також оновлення здібностей карток, що з'являються в світі, це наявно показує. Гарфілд це ілюстрував прикладом гри у шахи, де попередні правила встановлювали на черзі кожного з гравців користуванням кубиком, що визначав фігуру, яка має ходити в цей хід.

## Турніри з MTG

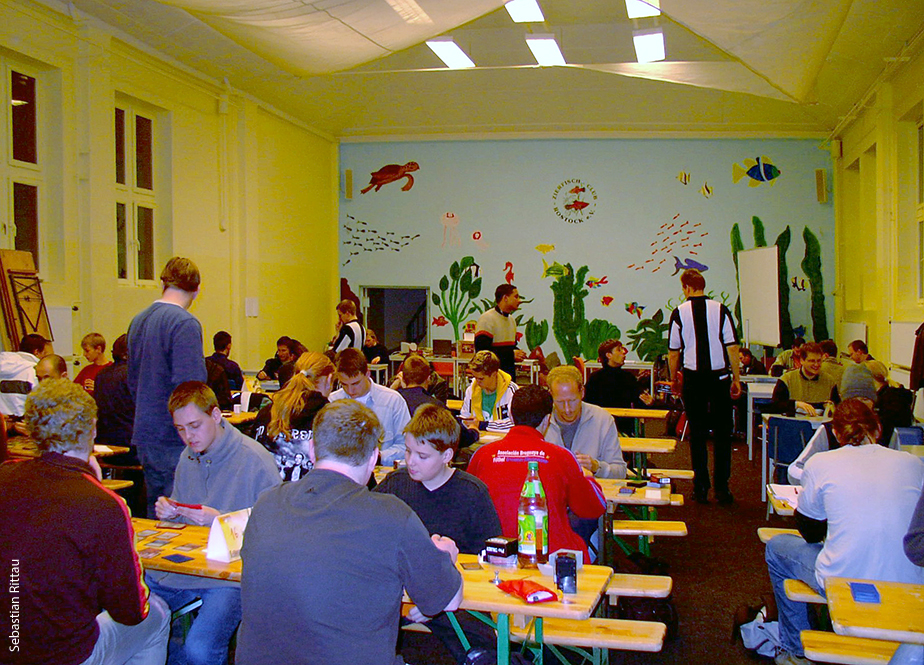
Офіційно дозволені турніри привертають учасників різного віку і проводяться по всьому світу. Ці гравці в Ростоку, Німеччина, боролися за запрошення на професійний турнір в Нагої, Японія.

Турніри з MTG відбуваються регулярно в ігрових магазинах та інших місцях розповсюдження карток. Великі турніри, де змагаються сотні гравців з усього світу під егідою Wizards of the Coast, багаторазово проводяться щороку з істотними грошовими призами для топ-фіналістів. Велика кількість вебсайтів звітує про турнірні новини, дає повні списки найпопулярніших в даний час колод і надає тематичні статті з актуальних питань про гру. DCI, яка належить і управляється компанією Wizards of the Coast, є організувальним органом дозволених у рамках Magic подій. Дві основні категорії турніру це «Побудований» (англ. Constructed) і «Лімітований» (англ. Limited).

### Побудований
У Побудованому типі турнірів, кожен гравець приходить із своїм набором карток у колоді, що налічує як мінімум 60 карт і відповідає іншим правилам побудування колоди. Колода може також мати до 15 карт запасу, що дозволяє гравцю змінювати його колоду: після першої гри кожного матчу, кожному гравцю дозволяється замінювати будь-яку кількість карт у своїй колоді будь-якою кількістю карт зі свого запасу. Оригінальна конфігурація колоди відновлюється до початку наступного матчу. Зазвичай перший гравець, який виграв два матчі є переможцем матчу.
Існують різні формати Побудованого типу, кожен з яких дозволяє різні картки. DCI підтримує Список заборони та обмеження для кожного формату; гравці не можуть використовувати заборонені картки взагалі, а обмежені картки використовуються не більше однієї копії в колоді. DCI забороняє картки, які у використанні шкодять гральному духу; компанія прагне робити це як можна рідше, і тільки невелика жменька карт була заборонена за останні роки. На даний момент єдиним форматом з обмеженим списком є «Вінтаж» (англ. Vintage).
- Блокові (англ. Block Constructed) формати визначаються циклом з трьох наборів карт в даному блоці. Наприклад, формат блоку «Равніка» складається з «Равніка: Місто Гільдій» (англ. Ravnica: City of Guilds), «Пакт Гільдій» (англ. Guildpact), «Ворожнеча» (англ. Dissension). Тільки картки, які були надруковані в одному з наборів у відповідному блоці можуть бути використані в цих форматах.

- Стандарт (англ. Standard), раніше відомий як Тип 2, містить поточний блок, останній завершений блок, і найсвіжіший базовий випуск. Стандартний набір карток проходить так звану «ротацію» щороку двічі у квітні та жовтні, коли перший набір наступного блоку виходить у продаж. У квітні 2016 року Стандартний набір складали випуски «Дракони Таркіру» (англ. Dragons of Tarkir), «Магічні Джерела» (англ. Magic Origins), «Бій за Зендікар» (англ. Battle for Zendikar), «Присяга Брамників» (англ. Oath of the Gatewatch) та «Тіні Понад Іністрадом» (англ. Shadows Over Innistrad).
- Розширений (англ. Extended) був таким форматом, де всі блоки та базові випуски, випущені протягом останніх чотирьох років є легальними. Як і в Стандартному, набір робив ротацію раз на рік у жовтні. 8 жовтня 2013 цей формат пішов на пенсію і більше не є офіційним.
- Сучасний (англ. Modern) — формат, що вперше зігрався в Кубку товариства Magic Online 2011 у відповідь на бажання гравців використовувати «неротаційний» формат, який є більш доступним для новачків. Першим чемпіоном тоді став Гевін Вері. Сучасний формат складається з усіх блоків і базових випусків, де почали використовувати сучасне оздоблення карток з моменту випуску 8-го Видання і до сьогодні, в тому числі з «Раптового Холоду» (англ. Coldsnap) і Часоворотних карт зі «Спіралі Часу» (англ. Time Spiral). Картки, що не були надруковані в одному з цих випусків, такі, як «Світолов» (англ. Planechase) або картки серії «Командир» (англ. Commander), не є законними в сучасних, навіть якщо вони мають сучасне оздоблення.
- Спадщина (англ. Legacy) — так званий «вічний» формат, тому що набір карт ніколи не був у ротації. Це означає, що всі випуски, які зараз є легальними, залишаться також легальними і будь-які нові легальні картки для турніру будуть автоматично включені в легальний набір карт після їх виходу.
- Вінтаж (англ. Vintage), раніше відомий як Тип 1, є також «вічним» форматом. Заборонені картки в Вінтажу є картки з використанням механізму «ставки» і кілька інших карт, які DCI вважає недоцільним для змагальної гри в Magic. Через витрати на придбання дефіцитних старих карт багато турнірів з Вінтажу дозволяють гравцям мати певну кількість проксі-карт.
- Командир, раніше відомий як Старший Гірський Дракон (англ. Elder Dragon Highlander, EDH), це, перш за все, казуальний формат, але може бути зіграний на турнірах. У цьому форматі кожен гравець будує колоду зі 100 карт, що лишаються в одному екземплярі, і де одна легендарна істота діє як командир. Побудова колоди обмежується у кольорах, які належать обраному командиру. Ця легендарна істота зберігається в спеціальній «зоні командування» і може бути розіграна в будь-який час, коли ви можете розігрувати істоти[7].

### Лімітований
У Лімітованих (тобто Обмежених) турнірах, гравці складають колоди за допомогою бустерів та будь-яких додаткових карт базової землі за своїм смаком. В колодах Лімітованих турнірів повинно бути як мінімум 40 карт. Всі невикористані картки знаходяться в запасі, вони можуть бути додані або змінені між матчами у Побудованому форматі, але гравець повинен мати мінімально 40 карт у дійсній колоді. Правило, що гравець може використовувати тільки чотири копії будь-якої картки тут не працює.
- На турнірі з Закритими колодами (англ. Sealed Deck) кожний гравець отримує 6 бустерів по 15 карт, з яких складає свою колоду.
- Відбір бустерів (англ. Booster Draft), як правило, грається серед 8 гравців. Гравці сидять навколо столу, і кожен гравець отримує три бустера. Кожен гравець відкриває пакет, вибирає карту з нього, і передає залишок карт наступному гравцеві. Потім кожен гравець вибирає одну з решти отриманих карт і знову передає залишок далі. Це продовжується, допоки всі картки не будуть вичерпані. Першій і третій пакунок гравці передають ліворуч від себе, другий — праворуч. Потім гравці будують колоди з обраних таким чином карт. Пояснювати або показувати картки заборонено в процесі відбору, окрім двобічних карт з блоку «Іністрад» (англ. Innistrad), які не можуть бути приховані, оскільки кожна сторона фізичної картки має закляття, що є надрукованим на ній.

### Структура турніру
DCI підтримує набір правил для можливості санкціонувати турніри, а також має власну турнірну схему. Деякі магазини хобі пропонують «казуальні» турніри як простий початок структурованої гри. Ті ж магазини часто пропонують турніри «П'ятнична Магія» (англ. Friday Night Magic) як трамплін до більш професійної гри.
Для привертання уваги DCI проводить Про-Тури у вигляді серії великих турнірів. Право змагатися у Про-Турі повинно бути заробленим або виграшем кваліфікаційного турніру, або успіхом у попередньому турнірі на такому ж самому рівні. Про-Тур, як правило, проходить протягом 2 діб з особистими заліками, що граються за Швейцарською системою. У заключний день, 8 найкращих гравців змагаються один з одним у форматі вибування до єдиного переможця.
Наприкінці змагання в Про-Турі гравці нагороджуються очками рангу залежно від їх результатів. Якщо гравець займає високе місце, він також нагороджується грошовим призом. Постійні переможці цих подій, як Габріель Нассіф, Кай Бадд, Джон Фінкель, зробили собі ім'я у спільноті Magic. Як рекламу у 2005 році DCI започаткувала Зал слави на честь обраних гравців.
В кінці року триває Світовий Чемпіонат Magic. Світовий Чемпіонат проводять як і Про-Тур окрім того, що гравці повинні представити свою майстерність у трьох різних форматах (зазвичай це Стандарт, відбір бустерів і другий побудований формат), а не в одному. Іншою відмінністю є те, що запрошення на Світовий Чемпіонат можна отримати не шляхом кваліфікаційних турнірів, а через національний чемпіонат країни. Більшість країн делегує топову четвірку гравців турніру як представників, хоча країни з незначною ігровою спільнотою можуть відправити тільки одного гравця. Є й інші засоби стати запрошеним на турнір. Світовий Чемпіонат також має командно-орієнтовані змагання, де національні команди змагаються одна з одною.
На початку Світового Чемпіонату ім'я нових членів заносять до Залу слави. Турнір також завершує поточний сезон турнірних зустрічей, а наприкінці заходу, учасник, який заробив найбільшу кількість очок протягом року, отримує звання «Гравець року». Учасник, який заробив найбільше очок, але не змагався в жодному з попередніх сезонів, отримує звання «Новачок року».
Запрошення на Про-Тури, ранги і призові гроші також можуть бути одержані у менших турнірах, так званих Гран-прі, що є відкритими для широкої публіки та проводяться частіше протягом року. Гран-прі заходи, як правило, це найбільші турніри з Магії, іноді на них приїздить більше ніж 1000 гравців. Щонайбільший турнір, який будь-коли проводився, був Гран-прі: Лас-Вегас у червні 2013, він нараховував 4,5 тис. гравців.

## Світ гри

### Плани
Головна передумова Магії полягає в тому, що існує безліч окремих планів (площин або світів), які існують у Мультивсесвіті (англ. Multiverse). Плани населяють фантастичні істоти й народи: божества, елементали, чудовиська, люди, ельфи, дракони тощо. Тільки могутні чаклуни під назвою Світоходці здатні долати кордони планів. Це дозволяє грі описувати різні світи, залишаючи Світоходців як сталий елемент.
- Ала́ра — світ, який багато віків був розділений на окремі «уламки», в яких панував окремий колір магії. Тепер Алара знову об'єднана згідно замислу дракона Нікола Боласа і кольори магії в ній сполучаються в незвичайних комбінаціях, породжуючи нових істот і чаклунство. Колишні «уламки» ворогують між собою, тоді як Болас прагне ввібрати магію цього світу, щоб повернути втрачені сили.
- Амоне́т — світ пустель та оазисів, натхненний стародавнім Єгиптом. Народи Амонету живуть у процвітаючих містах під наглядом місцевих богів. Своє земне життя вони присвячують підготовці до життя після смерті згідно заповіту бога-фараона, котрим насправді є дракон Болас.
- Доміна́рія — світ, що постраждав від ворожнечі братів-магів Урза і Мішара, що спричинило в ньому льодовиковий період. Фірексія вторглася в Домінарію, чому завадила лише команда міжсвітового корабля «Везерлайт». Війни в Домінарії спричинили розломи між світами, котрі було закрито Світоходцями.
- Фіо́ра — світ, натхненний епохою Відродження, знаменитий вишуканою архітектурою і винаходами. Проте це також світ, де панують інтриги і обман.
- Інністра́д — в цьому світі панують вампіри, привиди та інші немертві, з якими люди борються за виживання під проводом янголів.
- Іксала́н — світ джунглів, у яких стоять руїни Імперії Сонця. Натхненний цивілізаціями Мезоамерики та темою піратів.
- Каладе́ш — природа цього світу наповнена спіральними формами через вплив ефіру, що заповнює простір між світами. Народи Каладеша вміють використовувати ефір для будівництва різноманітних магічних машин.
- Каміґа́ва — натхненний середньовічною Японією, цей світ поділений на матеріальну частину і царство духів камі. Якось духи прорвалися у матеріальний світ і відтоді жителі Каміґави намагаються відновити баланс обох царств.
- Ло́рвін/Ше́доумор — цей світ існує в двох сезонах, кожен по триста років: в Лорвін панує літо і мир, тоді як у темний Шедоумор всі істоти стають злими.
- Мірроді́н — світ, де все складається з металу і який освітлюють п'ять сонць кожного кольору магії. Його створив голем Карн, сконструйований Світоходцем Урзою. Випадково принесена ним фірексійська олія перетворила багато істот цього світу на чудовиськ. Правитель світу Мемнарх збожеволів і викрадав істот з інших світів, щоб заселити ними Мірродін.
- Нова Фіре́ксія — володіння живих машин фірецсійців у Мірродіні, котрі прагнуть еволюціонувати, вбираючи якості переможених народів.
- Ра́вніка — покритий шарами стародавніх і новітніх міст з готичною архітектурою. У Равніці панують гільдії, кожна з яких займається різними аспектами життя і мають свою мораль.
- Шандала́р — світ дикої природи, пронизаний магією. Жителі Шандалара намагаються протистояти навалі Скіпок, здатних змінювати форму.
- Таркі́р — у цьому світі, натхненному темою кочівників Азії, правлять п'ять ворожих кланів драконів, кожен з яких володіє магією двох кольорів.
- Те́рос — світ, натхненний міфами античної Греції, котрим правлять примхливі боги.
- Зендіка́р — світ летючих земель, пронизаний неоформленою магією. В давнину троє могутніх істот ельдразі були ув'язнені Світоходцями в цьому світі. Вирвавшись, вони наповнили Зендікар чудовиськами і поруйнували його численні землі[8].

### Основні персонажі
Експансивний Мультивсесвіт природно має багато персонажів; проте тільки деякі відіграють ключові ролі у історіях в цілому. Більшість з них — Світоходці, але і кілька інших є досить видатними.
- Аджані Золотогрив: Білий Світоходець з Ная. Аджані є тільки одним з «П'ятірки Лорвіну» (перші п'ять світоходців, які з'явились на картках), хто не є людиною — він леонінець, людиноподібний лев. Золотогрив подорожує до Лорвіну і Теросу зі свого рідного світу Ная, що є одним з уламків Алари. Перший з П'ятірки, хто отримує різнобарвну версію, коли вдається до червоної магії під час переслідування вбивць свого брата, а потім і до зеленої, коли вплутується у конфлікт світу Терос.
- Гарук Дикомов: Зелений учасник П'ятірки. Як багато інших зелених магів, Гарук вважає, що має жити як хижак, щоб глибоко поважати природу. Він досягнув Лорвіну та Іністраду, де його прокляла Ліліана Вес. Він — єдиний зі Світоходців, хто мав двосторонню версію і другий, хто переходить до різнобарвної версії, коли ефект прокляття дозволив йому використовувати чорний колір.
- Джейс Белерен: Синій Світоходець і учасник П'ятірки з невідомого світу. Він відвідав багато площин, в тому числі Зендікар, Равніку, Лорвін. Поки його запозиченим домом була Равніка, він допоміг дракону Нив-Мізет і людині на ім'я Рал Зарек (неусвідомленому Світоходцю) подолати Неявний Лабіринт.
- Карн: До 2014 року був єдиним безбарвним Світоходцем. Карн є големом, що був створений Урзою для повернення у минуле і боротьби з фірексійцями. Через тривалий час після Війни Братів він створює свою власний металічний план, яку називає Аргентум (хоча той кого він створив для охорони Аргентуму назвав пізніше її Міродін).
- Ліліана Вес: Некромантка чорної магії з П'ятірки, дуже амбітна та хитра. З'являється в Іністраді, Лорвіні та Аларі.
- Мішра: Один з найпотужніших домінарських ремісників. Мішра боровся з його рідним братом Урзою через потужні артефакти і багаті ресурси Аргота. Мішра об'єднується з Фірексією, але врешті-решт програє.
- Нікол Болас: Домінарський дракон, досі єдиний триколірний Світоходець. Нікол є надзвичайно розумним і злим драконом, який намагається забрати собі всі уламки Алари.
- Урза: Інший могутній домінарський ремісник, який, у розпалі війни проти свого брата Мішри, став Світоходцем. Після своєї перемоги, він розшукує спільників Мішри, а саме фірексійців.
- Чандра Налаар: Червона Світоходець родом з невідомого плану. Чандра уособлює в собі пристрасть і вибухонебезпечність червоних магів. Вона належить до П'ятірки і показується на планах Зендікар та Лорвін.
- Ягмот: Також відомий як Батько Машин, божевільний вчений, який ніколи не з'являється у вигляді самостійної картки, але виступає як основний історичний антагоніст. Він несе відповідальність за створення і стрімке поширення Фірексії, як це відомо сьогодні. Його життя, мовляв, добігає кінця після завершення блоку «Вторгнення» (англ. Invasion), але його махінації і «нащадки» досі впливають на подальший розвиток світу Міродін, як видно в блоці «Шрами Міродіна»[9].

## Дизайн гри

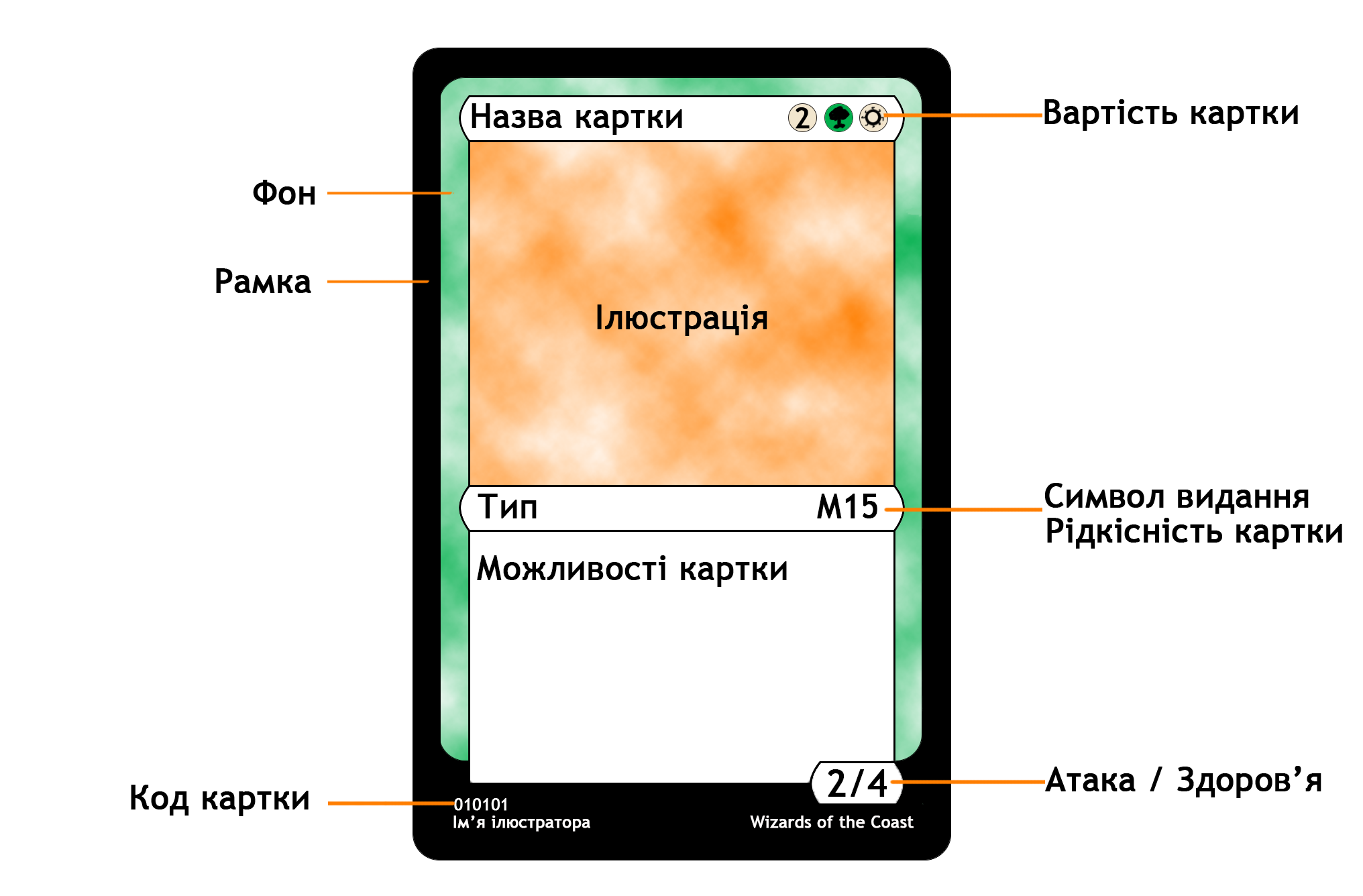
Схема картки Magic: the Gathering

Від самої появи гри дизайн її карток має усталену структуру, проте деталі поступово змінюються. Magic: The Gathering не має єдиного дизайнера, ілюстрації на картках виконуються різними митцями. Багато карток тих самих земель і чарів мають різні ілюстрації, що урізноманітнює гру та є одним з критеріїв колекціонування.
Традиційно сорочка карток незмінна, на ній зображено логотип гри та п'ять кольорів магії. Зворотний бік має назву картки, її вартість у мані (якщо є), ілюстрацію приблизно на половину картки, тип (зачаровування, янгол тощо), належність до набору і рідкісність, опис її можливостей, значення атаки/здоров'я (якщо істота) або відданості (якщо Світоходець) та код картки, ім'я ілюстратора й правову інформацію. Фон картки має текстуру кольору, відповідного кольору магії даної землі або чари. Низка карток двоколірні і їхні фони плавно переходять з одного кольору в інший. Рамки переважно чорні, але можуть різнитися, залежно від видання.
Деякі картки містять в описі можливостей цитати вигаданих персонажів гри, прислів'я і таке інше. Картки земель переважно не містять опису, на його місці розміщується символ відповідної землі. Рідкісні картки мають фольгований фон, який переливається різними кольорами.

## Адаптації

### Відеоігри
- Magic: The Gathering (1997; Windows 95) — симулятор настільної гри;
- Magic: The Gathering — Battlemage (1997; PlayStation, Windows) — стратегія/екшн;
- Magic: The Gathering — Starter Level (2000; Windows) — симулятор настільної гри;
- Magic: The Gathering Online (2002; Windows) — симулятор настільної гри;
- Magic: The Gathering — Battlegrounds (2003; Xbox, Windows) — стратегія в реальному часі з елементами файтингу;
- Magic: The Gathering — Duels of the Planeswalkers (2009; Windows, Xbox 360, PlayStation 3) — симулятор настільної гри;
- Magic: The Gathering — Tactics (2011; Windows, PlayStation Home) — покрокова тактика;
- Magic Duels (2015; Windows, Xbox One, iOS) — симулятор настільної гри;
- Magic: The Gathering — Puzzle Quest (2015; iOS, Android) — головоломка;
- Magic: The Gathering Arena (2020; Windows, macOS, iOS, Android) — симулятор настільної гри;
- Magic: Legends (2021; Windows, PlayStation 4, Xbox One) — рольовий бойовик, скасована для PlayStation 4 та Xbox One[11].